# Powelliphanta traversi
Espèce
Statut de conservation UICN

 DD  : Données insuffisantes
Powelliphanta traversi est une espèce de grands escargots carnivores de  la famille des Rhytididae (en). Cette espèce est endémique de l'île du Nord de Nouvelle-Zélande, entre Wellington et le lac Waikaremoana.
Elle comporte six sous-espèces, qui sont toutes répertoriées par le ministère néo-zélandais de la conservation comme menacées :
- Powellipanta traversi florida Powell, 1946 - En danger à l'échelle nationale
- Powellipanta traversi latizona Powell, 1949 - En danger à l'échelle nationale
- Powellipanta traversi koputaroa Powell, 1946 - En danger à l'échelle nationale
- Powellipanta traversi otakia Powell, 1946 - En danger critique à l'échelle nationale
- Powellipanta traversi tararuaensis Powell, 1938 - En danger à l'échelle nationale
- Powellipanta traversi traversi Powell, 1930 - En danger à l'échelle nationale

Les œufs sont ovales et de dimensions variables, 10 × 8,75 mm, 9,5 × 8,5 mm, 10 × 8 mm, 11 × 9 mm ou 10,75 × 9 mm.

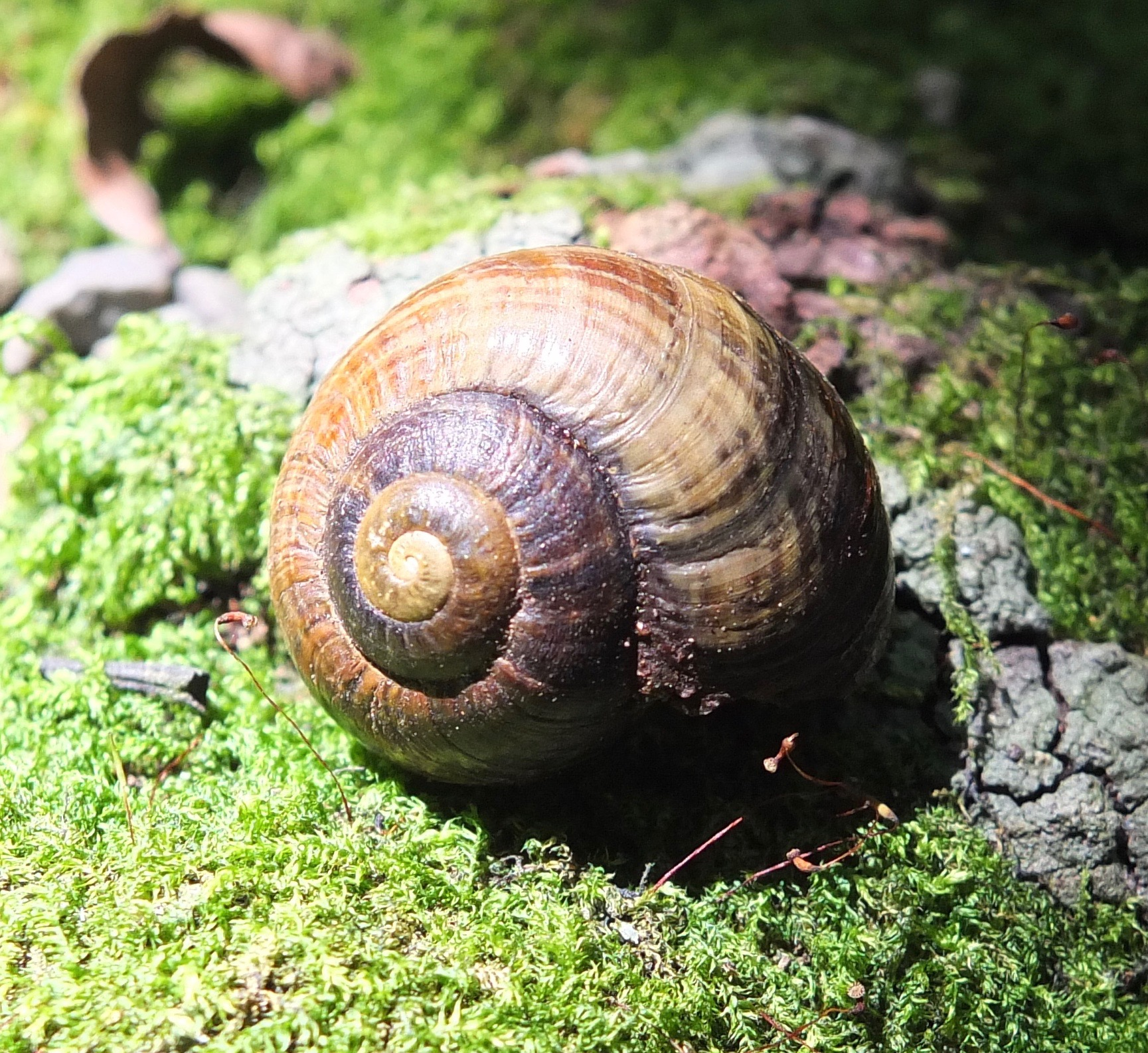
P. traversi traversi à Prouse Bush, à Levin.
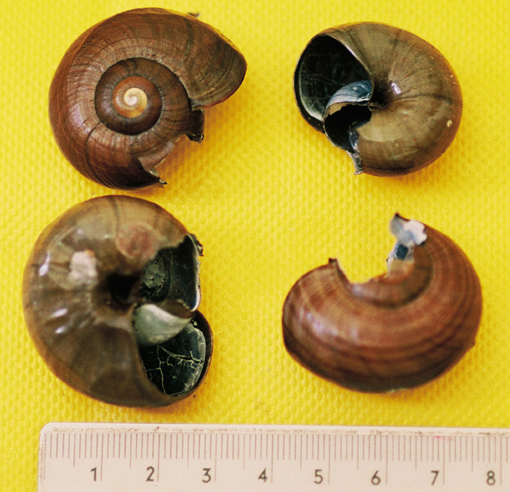
Coquilles de P. traversi consommés par des phalangers.
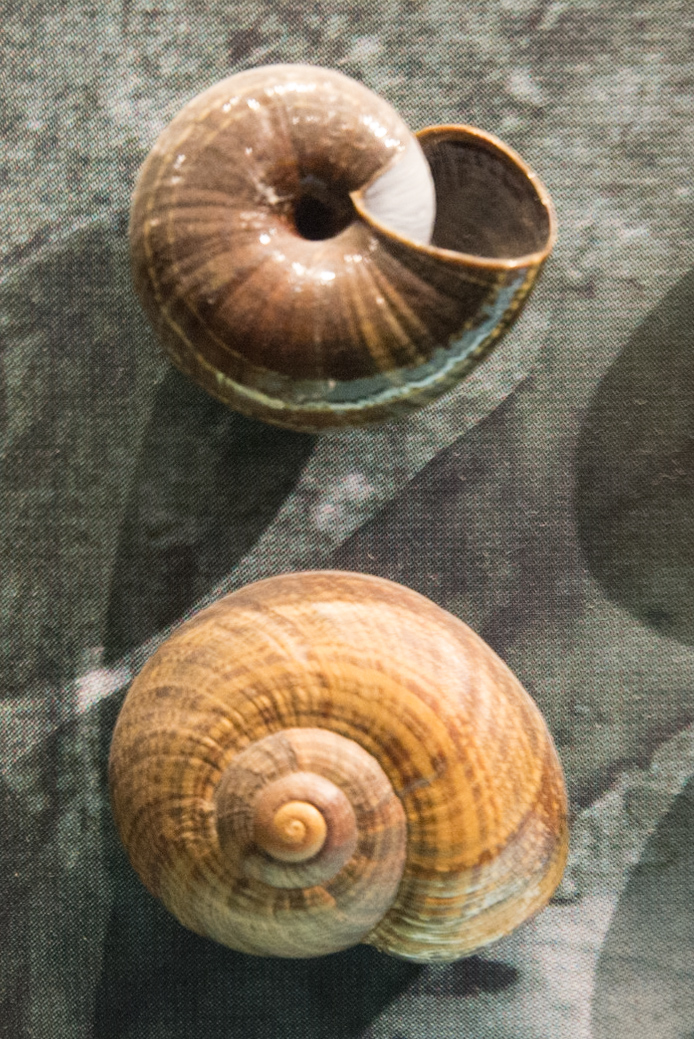
Coquilles de P. traversi otakia au Musée Te Papa Tongarewa.